# Kao the Kangaroo Round 2
Kao the Kangaroo Round 2 est un jeu vidéo d'action-aventure développé par Tate Interactive, sorti en 2004 sur Xbox, GameCube, PlayStation 2 et Windows.

## Accueil
- Jeuxvideo.com : 12/20[1]